# Bryum lindbergii
Bryum lindbergii är en bladmossart som beskrevs av Kaurin 1886. Bryum lindbergii ingår i släktet bryummossor, och familjen Bryaceae. Inga underarter finns listade i Catalogue of Life.